# Gonzalo Mallarino
Gonzalo Mallarino Flórez, más conocido como Gonzalo Mallarino, es un escritor colombiano, hijo del también escritor Gonzalo Mallarino Botero.

## Biografía
Nace en Bogotá en 1958. Estudió Administración de empresas e hizo un máster en Economía. Ganador de mención de honor en el concurso Hispanoamericano de Poesía Octavio Paz en 1988 y del concurso literario Brantevilla en 1993.

## Publicaciones
Poesía
- La ventana profunda, selección de escritos 1984-1994, 1995
- La tarde, las tardes, 2000
- Vara de buscar agua y nueve retratos, 2006

Novela
- Según la costumbre, 2003, primer volumen de la trilogía de Bogotá
- Delante de ellas, 2005, segundo volumen de la trilogía de Bogotá
- Los otros y Adelaida, 2006, tercer volumen de la trilogía de Bogotá
- Santa Rita, 2009
- La intriga del lapislázuli, 2011
- Canción de dos mujeres, 2016
- Matrimonio, 2020
- Parque El Virrey, 2021

Antologías
- Los párpados cerrados, antología personal, 2010
- Morada de tu canto, antología, 2011

Historia
- El Gimnasio Moderno en la vida colombiana, primer centenario, 2014, 2 vols.

Otros
- Carmina, 1986
- Los llantos, 1988

En coautoría
- Tres poetas bogotanos inéditos, 1986, con Juan Carlos Bayona Vargas y Jaime Villa Solano

## Delante de ellas
Delante de ellas es una de las novelas que compone la «trilogía de Bogotá» de Mallarino. Novelas que corren alrededor de los años de 1926 y 1946 y que muestran la vida social de las mujeres en aquel entonces y qué debían afrontar. La novela, cuya protagonista es Alicia Piñedo, consta de una doble lucha. La primera de ellas, que es interna, es la lucha del personaje principal con la sociedad y toda prole de comportamientos, normatividades y prejuicios. La segunda   de ellas consta de una lucha externa, la del autor para abandonar su voz de hombre y encontrar en sí una voz femenina, voz que sería entonces la de Alicia. la historia central, que gira alrededor de Alicia, permite ver el panorama social, ético y laboral de la mujer de ese entonces, esta mujer cuya trabajo es como médica en un hospital, tendrá contacto con las parteras clandestinas de esa Bogotá. Así Mallarino crea un contraste de sociedades y realidad, mostrando una historia de la Bogotá muy vivida y real. Dicha historia de Bogotá y su realidad alrededor de los ojos de la mujer bogotana se complementan también con la obra Según la costumbre y Los otros y Adelaida.